# Collaert Mansionstraat
De Collaert Mansionstraat is een straat in Brugge.

## Beschrijving
In 1936 werd aan deze straat de naam Collaert Mansionstraat gegeven, verwijzende naar de pionier van de drukkunst Colard Mansion, die van 1475 tot 1484 in Brugge werkzaam was, weliswaar niet in deze straat. De straat had, wat haar benaming betreft, al een hele geschiedenis achter de rug.
Een eerste naam lijkt de Bollaardstraat te zijn geweest, of toch iets in die aard, want in de documenten vindt men ook Bollestraetkin, Colaertstraetkin, Lollaertstraetken en Nollaertstraatken. "Collaert" lijkt het te hebben gewonnen.
Daarnaast lag een tweede straat, die Moysesstraat heette. Dit verwees naar een huis genaamd Moyses dat in die straat lag.
Toen, na verloop van jaren van de twee 'straetkins', één bredere straat werd gemaakt, werd ook de naam versmolten tot Colaert Moysesstraat.
Bestaande documenten laten toe de evolutie mee te volgen:
- 1514: bachten sint-Gilliskoore, dezelfde huusen gheheeten den Moyses, naesten den Lollaertstraetkin;
- 1515: in 't straetkin by den huuse, gheheeten den Moyses, an sint-Gilliskerkhof;
- 1543: een huuse met zijne toebehoorten, gheheeten den Moyses, staenden ten voorhoofde in 't straetkin ligghende achter den choor van 't kerkhof van Sint-Gillis;
- 1551: drie huusen, staende in 't Lollaertstraetkin, an de oostzijde van den straetkin bi den Moyses;
- 1553: in 't Nollaertstraetkin en in de strate bachten den choore van Sinct-Gillis;
- 1561: eenen huuse staenden ten voorhoofde in 't Collaertstraetkin by den Moyses;
- 1576: den huuse ghenaemt den Moyses, staende binnen deser stede ten voorhoofde in 't Moysesstraetkin;
- 1580: Colaert Moysesstraetken, Bollaertstraetken ofte Lollaertstraetkin.

Het was dus een straatnaam met een heuse geschiedenis en het stadsbestuur handelde niet volgens de richtlijnen die over oude straatnamen en toponiemen bestonden.
Men vond waarschijnlijk de gelegenheid te aanlokkelijk, gelet op de enigszins gelijkende naam, de persoon Colard Mansion met een straatnaam te eren. Het was wel meer dan men in die tijd deed voor de twee andere Brugse pioniers van de drukkunst, William Caxton en Jan Brito.

## Bekende bewoners
- Robrecht Dewitte